# Schlotheimia funiformis
Schlotheimia funiformis är en bladmossart som beskrevs av Thomas Taylor och Hugh Neville Dixon 1948. Schlotheimia funiformis ingår i släktet Schlotheimia och familjen Orthotrichaceae. Inga underarter finns listade i Catalogue of Life.